# Fed Cup 2015 – baráž 1. skupiny zóny Evropy a Afriky
Baráž 1. skupiny zóny Evropy a Afriky ve Fed Cupu 2015 představovala sedm vzájemných utkání týmů, které obsadily stejné pořadí v blocích A, B, C a D. Dva vítězové zápasu družstev z prvních příček bloků postoupili do baráže o účast ve Světové skupině II pro rok 2016. Poslední týmy bloků nastoupily k utkání, z nichž poražení sestoupili do 2. skupiny zóny Evropy a Afriky pro rok 2016. 
Hrálo se 7. února 2015 v komplexu SYMA Rendezvény és Kongresszusi Központ (Sportovní a kongresové centrum Syma) v Budapešti. 

## Pořadí týmů v blocích
| Poř.                                        | Blok A   | Blok B          | Blok C      | Blok D     |
| ------------------------------------------- | -------- | --------------- | ----------- | ---------- |
| 1.                                          | Srbsko   | Velká Británie  | Bělorusko   | Chorvatsko |
| 2.                                          | Maďarsko | Turecko         | Gruzie      | Belgie     |
| 3.                                          | Rakousko | Ukrajina        | Bulharsko   | Izrael     |
| 4.                                          | —        | Lichtenštejnsko | Portugalsko | Lotyšsko   |
| týmy hrající o postup týmy hrající o sestup |          |                 |             |            |

## Zápasy o postup
Vítězné týmy bloků sehrály zápasy o postup do  baráže druhé světové skupiny.

### Srbsko vs. Chorvatsko
| | Srbsko | 2 :                                                                     | 0   | Chorvatsko |     |            |
| --- | ------ | ----------------------------------------------------------------------- | --- | ---------- | --- | ---------- |
| Sportovní a kongresové centrum Syma, Budapešť, Maďarsko 7. února 2015 tvrdý (hala) |        |                                                                         |     |            |     |            |
| \| \| \| \| 1. \| 2. \| 3. \| \| \| -- \| \| ----------------------------------------------------------------------- \| --- \| --- \| --- \| ---------- \| \| 1. \| \| Ivana Jorovićová Ana Konjuhová \| 6 3 \| 2 6 \| 7 5 \| \| \| 2. \| \| Aleksandra Krunićová Donna Vekićová \| 6 1 \| 6 1 \| \| \| \| 3. \| \| Ivana Jorovićová / Aleksandra Krunićová Darija Juraková / Ana Konjuhová \| \| \| \| nehrálo se \| \| \| \| \| \| \| \| \| \| \| \| \| \| \| \| \| \| \| \| \| \| \| \| \| \| \| \| \| \| \| \| \| \| \| \| \| \| \| \| \| |        |                                                                         |     |            |     |            |
| |        |                                                                         | 1.  | 2.         | 3.  |            |
| 1. |        | Ivana Jorovićová Ana Konjuhová                                          | 6 3 | 2 6        | 7 5 |            |
| 2. |        | Aleksandra Krunićová Donna Vekićová                                     | 6 1 | 6 1        |     |            |
| 3. |        | Ivana Jorovićová / Aleksandra Krunićová Darija Juraková / Ana Konjuhová |     |            |     | nehrálo se |
| |        |                                                                         |     |            |     |            |
| |        |                                                                         |     |            |     |            |
| |        |                                                                         |     |            |     |            |
| |        |                                                                         |     |            |     |            |
| |        |                                                                         |     |            |     |            |

### Bělorusko vs. Velká Británie
| | Bělorusko | 2 :                                                                   | 0   | Velká Británie |    |            |
| --- | --------- | --------------------------------------------------------------------- | --- | -------------- | -- | ---------- |
| Sportovní a kongresové centrum Syma, Budapešť, Maďarsko 7. února 2015 tvrdý (hala) |           |                                                                       |     |                |    |            |
| \| \| \| \| 1. \| 2. \| 3. \| \| \| -- \| \| --------------------------------------------------------------------- \| --- \| --- \| -- \| ---------- \| \| 1. \| \| Olga Govorcovová Johanna Kontaová \| 6 0 \| 6 1 \| \| \| \| 2. \| \| Viktoria Azarenková Heather Watsonová \| 6 4 \| 6 1 \| \| \| \| 3. \| \| Viktoria Azarenková / Olga Govorcovová Jocelyn Raeová / Anna Smithová \| \| \| \| nehrálo se \| \| \| \| \| \| \| \| \| \| \| \| \| \| \| \| \| \| \| \| \| \| \| \| \| \| \| \| \| \| \| \| \| \| \| \| \| \| \| \| \| |           |                                                                       |     |                |    |            |
| |           |                                                                       | 1.  | 2.             | 3. |            |
| 1. |           | Olga Govorcovová Johanna Kontaová                                     | 6 0 | 6 1            |    |            |
| 2. |           | Viktoria Azarenková Heather Watsonová                                 | 6 4 | 6 1            |    |            |
| 3. |           | Viktoria Azarenková / Olga Govorcovová Jocelyn Raeová / Anna Smithová |     |                |    | nehrálo se |
| |           |                                                                       |     |                |    |            |
| |           |                                                                       |     |                |    |            |
| |           |                                                                       |     |                |    |            |
| |           |                                                                       |     |                |    |            |
| |           |                                                                       |     |                |    |            |

## Zápas o 5. místo
Druhé týmy bloků sehrály zápasy o dělené páté a dělené sedmé místo.

### Maďarsko vs. Belgie
| | Maďarsko | 3 :                                                                          | 0   | Belgie |    |          |
| --- | -------- | ---------------------------------------------------------------------------- | --- | ------ | -- | -------- |
| Sportovní a kongresové centrum Syma, Budapešť, Maďarsko 7. února 2015 tvrdý (hala) |          |                                                                              |     |        |    |          |
| \| \| \| \| 1. \| 2. \| 3. \| \| \| -- \| \| ---------------------------------------------------------------------------- \| --- \| ---- \| -- \| -------- \| \| 1. \| \| Anna Bondárová Alison Van Uytvancková \| \| \| \| bez boje \| \| 2. \| \| Réka Luca Janiová Kirsten Flipkensová \| 2 6 \| 7 65 \| \| skreč \| \| 3. \| \| Anna Bondárová / Dalma Gálfiová Kirsten Flipkensová / Alison Van Uytvancková \| \| \| \| bez boje \| \| \| \| \| \| \| \| \| \| \| \| \| \| \| \| \| \| \| \| \| \| \| \| \| \| \| \| \| \| \| \| \| \| \| \| \| \| \| \| \| |          |                                                                              |     |        |    |          |
| |          |                                                                              | 1.  | 2.     | 3. |          |
| 1. |          | Anna Bondárová Alison Van Uytvancková                                        |     |        |    | bez boje |
| 2. |          | Réka Luca Janiová Kirsten Flipkensová                                        | 2 6 | 7 65   |    | skreč    |
| 3. |          | Anna Bondárová / Dalma Gálfiová Kirsten Flipkensová / Alison Van Uytvancková |     |        |    | bez boje |
| |          |                                                                              |     |        |    |          |
| |          |                                                                              |     |        |    |          |
| |          |                                                                              |     |        |    |          |
| |          |                                                                              |     |        |    |          |
| |          |                                                                              |     |        |    |          |

### Turecko vs. Gruzie
| | Turecko | 2 :                                                                      | 1   | Gruzie |     |       |
| --- | ------- | ------------------------------------------------------------------------ | --- | ------ | --- | ----- |
| Sportovní a kongresové centrum Syma, Budapešť, Maďarsko 7. února 2015 tvrdý (hala) |         |                                                                          |     |        |     |       |
| \| \| \| \| 1. \| 2. \| 3. \| \| \| -- \| \| ------------------------------------------------------------------------ \| --- \| --- \| --- \| ----- \| \| 1. \| \| Başak Eraydınová Mariam Bolkvadzeová \| 3 6 \| 3 6 \| \| \| \| 2. \| \| İpek Soyluová Jekatěrine Gorgodzeová \| 2 6 \| 6 0 \| 6 1 \| \| \| 3. \| \| Çağla Büyükakçay / Pemra Özgenová Oxana Kalašnikovová / Sofia Šapatavová \| 7 5 \| 5 7 \| 1 0 \| skreč \| \| \| \| \| \| \| \| \| \| \| \| \| \| \| \| \| \| \| \| \| \| \| \| \| \| \| \| \| \| \| \| \| \| \| \| \| \| \| \| \| |         |                                                                          |     |        |     |       |
| |         |                                                                          | 1.  | 2.     | 3.  |       |
| 1. |         | Başak Eraydınová Mariam Bolkvadzeová                                     | 3 6 | 3 6    |     |       |
| 2. |         | İpek Soyluová Jekatěrine Gorgodzeová                                     | 2 6 | 6 0    | 6 1 |       |
| 3. |         | Çağla Büyükakçay / Pemra Özgenová Oxana Kalašnikovová / Sofia Šapatavová | 7 5 | 5 7    | 1 0 | skreč |
| |         |                                                                          |     |        |     |       |
| |         |                                                                          |     |        |     |       |
| |         |                                                                          |     |        |     |       |
| |         |                                                                          |     |        |     |       |
| |         |                                                                          |     |        |     |       |

## Zápas o 9. místo
Třetí týmy bloků B a C sehrály zápas o deváté a desáté místo. Izrael neměl v utkání o umístění soupeře, protože blok A obsahoval pouze tři týmy a Rakousko, které skončilo na posledním třetím místě hrálo v zápase o udržení. Proto bylo Maďarsku automaticky přiznáno 11. místo.

### Ukrajina vs. Bulharsko
| | Ukrajina | 2 :                                                                   | 0   | Bulharsko |    |            |
| --- | -------- | --------------------------------------------------------------------- | --- | --------- | -- | ---------- |
| Sportovní a kongresové centrum Syma, Budapešť, Maďarsko 7. února 2015 tvrdý (hala) |          |                                                                       |     |           |    |            |
| \| \| \| \| 1. \| 2. \| 3. \| \| \| -- \| \| --------------------------------------------------------------------- \| --- \| --- \| -- \| ---------- \| \| 1. \| \| Kateryna Kozlovová Viktorija Tomovová \| 6 4 \| 6 0 \| \| \| \| 2. \| \| Elina Svitolinová Dia Jevtimovová \| 6 2 \| 6 3 \| \| \| \| 3. \| \| Olga Savčuková / Lesja Curenková Dia Jevtimovová / Viktorija Tomovová \| \| \| \| nehrálo se \| \| \| \| \| \| \| \| \| \| \| \| \| \| \| \| \| \| \| \| \| \| \| \| \| \| \| \| \| \| \| \| \| \| \| \| \| \| \| \| \| |          |                                                                       |     |           |    |            |
| |          |                                                                       | 1.  | 2.        | 3. |            |
| 1. |          | Kateryna Kozlovová Viktorija Tomovová                                 | 6 4 | 6 0       |    |            |
| 2. |          | Elina Svitolinová Dia Jevtimovová                                     | 6 2 | 6 3       |    |            |
| 3. |          | Olga Savčuková / Lesja Curenková Dia Jevtimovová / Viktorija Tomovová |     |           |    | nehrálo se |
| |          |                                                                       |     |           |    |            |
| |          |                                                                       |     |           |    |            |
| |          |                                                                       |     |           |    |            |
| |          |                                                                       |     |           |    |            |
| |          |                                                                       |     |           |    |            |

## Zápasy o udržení
Týmy na posledních pozicích bloků sehrály zápas o udržení. Poražení sestoupili do 2. skupiny zóny Evropy a Afriky pro rok 2016.

### Rakousko vs. Lotyšsko
| | Rakousko | 1 :                                                                                 | 2   | Lotyšsko |     |  |
| --- | -------- | ----------------------------------------------------------------------------------- | --- | -------- | --- |  |
| Sportovní a kongresové centrum Syma, Budapešť, Maďarsko 7. února 2015 tvrdý (hala) |          |                                                                                     |     |          |     |  |
| \| \| \| \| 1. \| 2. \| 3. \| \| \| -- \| \| ----------------------------------------------------------------------------------- \| --- \| --- \| --- \| \| \| 1. \| \| Julia Grabherová Jeļena Ostapenková \| 2 6 \| 1 6 \| \| \| \| 2. \| \| Barbara Haasová Diāna Marcinkēvičová \| 6 0 \| 2 6 \| 6 0 \| \| \| 3. \| \| Julia Grabherová / Sandra Klemenschitsová Diāna Marcinkēvičová / Jeļena Ostapenková \| 5 7 \| 3 6 \| \| \| \| \| \| \| \| \| \| \| \| \| \| \| \| \| \| \| \| \| \| \| \| \| \| \| \| \| \| \| \| \| \| \| \| \| \| \| \| \| \| \| |          |                                                                                     |     |          |     |  |
| |          |                                                                                     | 1.  | 2.       | 3.  |  |
| 1. |          | Julia Grabherová Jeļena Ostapenková                                                 | 2 6 | 1 6      |     |  |
| 2. |          | Barbara Haasová Diāna Marcinkēvičová                                                | 6 0 | 2 6      | 6 0 |  |
| 3. |          | Julia Grabherová / Sandra Klemenschitsová Diāna Marcinkēvičová / Jeļena Ostapenková | 5 7 | 3 6      |     |  |
| |          |                                                                                     |     |          |     |  |
| |          |                                                                                     |     |          |     |  |
| |          |                                                                                     |     |          |     |  |
| |          |                                                                                     |     |          |     |  |
| |          |                                                                                     |     |          |     |  |

### Lichtenštejnsko vs. Portugalsko
| | Lichtenštejnsko | 0 :                                                                                                 | 2    | Portugalsko |    |            |
| --- | --------------- | --------------------------------------------------------------------------------------------------- | ---- | ----------- | -- | ---------- |
| Sportovní a kongresové centrum Syma, Budapešť, Maďarsko 7. února 2015 tvrdý (hala) |                 | |      |             |    |            |
| \| \| \| \| 1. \| 2. \| 3. \| \| \| -- \| \| --------------------------------------------------------------------------------------------------- \| ---- \| --- \| -- \| ---------- \| \| 1. \| \| Kathinka von Deichmannová Maria João Köhlerová \| 3 6 \| 0 6 \| \| \| \| 2. \| \| Stephanie Vogtová Michelle Larcherová de Britová \| 67 9 \| 5 7 \| \| \| \| 3. \| \| Stephanie Vogtová / Kathinka von Deichmannová Maria João Köhlerová / Michelle Larcherová de Britová \| \| \| \| nehrálo se \| \| \| \| \| \| \| \| \| \| \| \| \| \| \| \| \| \| \| \| \| \| \| \| \| \| \| \| \| \| \| \| \| \| \| \| \| \| \| \| \| |                 | |      |             |    |            |
| |                 | | 1.   | 2.          | 3. |            |
| 1. |                 | Kathinka von Deichmannová Maria João Köhlerová                                                      | 3 6  | 0 6         |    |            |
| 2. |                 | Stephanie Vogtová Michelle Larcherová de Britová                                                    | 67 9 | 5 7         |    |            |
| 3. |                 | Stephanie Vogtová / Kathinka von Deichmannová Maria João Köhlerová / Michelle Larcherová de Britová |      |             |    | nehrálo se |
| |                 | |      |             |    |            |
| |                 | |      |             |    |            |
| |                 | |      |             |    |            |
| |                 | |      |             |    |            |
| |                 | |      |             |    |            |

## Konečné pořadí
| Pořadí    | Týmy       | Týmy            |
| --------- | ---------- | --------------- |
| Postup    | Srbsko     | Bělorusko       |
| 3. místo  | Chorvatsko | Velká Británie  |
| 5. místo  | Maďarsko   | Turecko         |
| 7. místo  | Belgie     | Gruzie          |
| 9. místo  | Ukrajina   | Ukrajina        |
| 10. místo | Bulharsko  | Bulharsko       |
| 11. místo | Izrael     | Izrael          |
| 12. místo | Lotyšsko   | Portugalsko     |
| Sestup    | Rakousko   | Lichtenštejnsko |